# 青森県道103号津軽中里停車場線
青森県道103号津軽中里停車場線（あおもりけんどう103ごう つがるなかさとていしゃじょうせん）は、青森県北津軽郡中泊町大字中里字亀山の津軽鉄道津軽中里駅から同町の国道339号交点を結ぶ一般県道である。

## 概要
津軽鉄道津軽中里駅から深郷田駅を経由して北津軽郡中泊町大沢内の国道339号交点を結ぶ。

### 路線データ
青森県例規集に基づく起終点および経過地は次のとおり。
- 起点：津軽中里停車場（北津軽郡中泊町大字中里字亀山[2]）
- 終点：国道339号交点（北津軽郡中泊町）（北津軽郡中泊町大字大沢内字海原213の17[2][3]）

## 歴史
- 1961年（昭和36年）2月10日 - 県道に認定される[1]。
- 1984年（昭和59年）9月6日 - 北津軽郡中泊町大字中里字亀山331の1から北津軽郡中泊町大字大沢内字海原213の17までの区間を国道339号から編入する[3]。

## 地理

### 交差する道路
- 国道339号（北津軽郡中泊町大沢内、終点）

### 沿線の施設など
- 津軽鉄道線
  - 津軽中里駅
  - 深郷田駅
- つがるにしきた農業協同組合 中里支店